# Przemysław Wiśniewski
Pour les articles homonymes, voir Wiśniewski.
Przemysław Wiśniewski, né le 27 juillet 1998 à Zabrze en Pologne, est un footballeur polonais qui évolue au poste de défenseur central à la Spezia Calcio.

## Biographie

### Górnik Zabrze
Né à Zabrze en Pologne, Przemysław Wiśniewski est formé par le club de sa ville natale, le Górnik Zabrze. Il joue son premier match en professionnel le 12 juillet 2018, à l'occasion d'une rencontre qualificative pour la Ligue Europa face au FC Zaria Bălți, où il est titulaire au poste de défenseur central. Son équipe n'encaisse aucun but et remporte la partie (1-0). Il fait sa première apparition dans le championnat polonais le 22 juillet suivant, en étant titularisé face au Korona Kielce (1-1). Il s'impose dès sa première saison en équipe première en 2018-2019, ce qui lui vaut quelques sollicitations notamment du Sparta Prague, mais il reste finalement au Górnik Zabrze.

### Venise FC
Lors de l'été 2022, Przemysław Wiśniewski s'engage en faveur du Venise FC pour un contrat de trois ans plus une année en option. Le transfert est annoncé dès le 27 mai 2022. Son contrat avec le Górnik Zabrze expirant en juin 2022, il s'engage librement avec le club italien, qui vient tout juste d'être relégué en deuxième division.

### Spezia Calcio
Le 25 janvier 2023, lors du mercato hivernal, Przemysław Wiśniewski rejoint la Spezia Calcio. Il signe un contrat courant jusqu'en juin 2027.
Wiśniewski marque son premier but pour la Spezia le 13 mai 2023 contre l'AC Milan, en championnat. Il est titulaire ce jour-là et ouvre le score, contribuant ainsi à la victoire de son équipe (2-0 score final).

### En sélection
Przemysław Wiśniewski fête sa première sélection avec l'équipe de Pologne espoirs le 15 octobre 2019 face à la Serbie. Il entre en jeu lors de cette rencontre et son équipe s'impose par un but à zéro.

### Vie personnelle
Il est le fils de Jacek Wiśniewski (en), ancien joueur professionnel ayant joué pour le Górnik Zabrze.